# Neve Campbell
Neve Adrianne Campbell (ur. 3 października 1973 w Guelph) – kanadyjska aktorka filmowa i telewizyjna.

## Życiorys

### Wczesne lata
Urodziła się w miejscowości w Guelph, w kanadyjskiej prowincji Ontario w rodzinie katolickiej jako córka Marnie (z domu Neve) Campbell, psycholożki z Amsterdamu, i Gerry’ego Campbella, nauczyciela gry aktorskiej w Lorne Park Secondary School w Mississauga. Jej matką była wolontariuszką osób zarażonych HIV i AIDS. Miała trzech braci: Christiana, Alexa i Damiana.
Jej rodzice rozwiedli się, kiedy miała dwa lata. W wieku sześciu lat zobaczyła występ Dziadka do orzechów i zainteresowała się baletem, zapisując się do Erinvale School of Dance. Później przeniosła się do rezydencji w National Ballet School of Canada, trenując i występując w przedstawieniach Dziadka do orzechów i Śpiącej królewny. Ambicje taneczne pokrzyżowała jej kontuzja, która następnie przyczyniła się do załamania nerwowego, którego aktorka doznała mając czternaście lat. Jako 15-latka wystąpiła w musicalu Upiór w operze w Canon Theatre w Toronto, uczęszczając do John F. Ross Collegiate Vocational Institute w Guelph.

### Kariera
W 1991 wzięła udział w reklamie Coca-Coli, promującej i sponsorującej koncerty Bryana Adamsa „Waking Up the Nation Tour” (1991–1992). Wkrótce otrzymała rolę Daisy w kanadyjskim serialu dla młodzieży Catwalk (1992–1994), za którą była nominowana do Teen Choice Awards w kategorii „najlepsza aktorka w serialu dramatycznym”. Na początku 1994 Campbell pojechała do Los Angeles, aby znaleźć menedżera i była na kilku przesłuchaniach. W rezultacie zagrała rolę osieroconej nastolatki Julii Salinger w serialu Ich pięcioro (1994–2000), po czym przeniosła się do Stanów Zjednoczonych.
Zasłynęła dzięki roli protagonistki Sidney Prescott w horrorze Wesa Cravena Krzyk (1996), która przyniosła jej nagrodę Saturna w kategorii „najlepsza aktorka drugoplanowa” oraz nominację do MTV Movie Award i Online Film & Television Association Award. Film okazał się sukcesem, zarabiając w amerykańskich kinach niemal 55 mln dolarów z budżetem 15 mln dolarów. Powstawały sequele - Krzyk 2 (1997; Nagroda Główna MTV Movie Award – najlepsza aktorka 1998), Krzyk 3 (2000) i Krzyk 4 (2011). Znalazła się na ósmym miejscu zestawienia „Najgorętszych kobiet filmowego horroru” magazynu „Maxim”. W 2000 trafiła na listę pięćdziesięciu najpiękniejszych ludzi świata według magazynu „People”.
Wystąpiła w głównej roli jako Julie Black w dramacie Marka Christophera Klub 54 (1998) z udziałem Ryana Phillippe’a, Mike’a Myersa, Salmy Hayek i Marka Ruffalo. Za występ w dreszczowcu Dzikie żądze (1998) zdobyła nominację do MTV Movie Award w kategorii „najlepszy pocałunek” z Mattem Dillonem i Denise Richards. Podkładała głos jako Kiara w filmie animowanym wytwórni Walt Disney Król lew II: Czas Simby (1998). Napisała również scenariusz do dramatu The Company (2003). W miniserialu BBC Burn Up (2008) u boku Ruperta Penry-Jonesa wystąpiła jako Holly Dernay.

## Życie prywatne
3 kwietnia 1995 poślubiła Jeffreya Colta, aktora i byłego barmana. Jednak 8 maja 1998 doszło do rozwodu. 5 maja 2007 wyszła za mąż za aktora Johna Lighta. 6 maja 2011 rozwiodła się. W marcu 2012 związała się z Johnem Josephem „JJ” Feildem, z którym ma dwóch synów.

## Filmografia

### Filmy
- 1993: Ciemność (The Dark) jako Jesse Donovan
- 1994: Paint Cans jako Tristesse
- 1994: The Forget-Me-Not Murders (TV) jako Jess Foy
- 1994: W pajęczynie zdrady (I Know My Son Is Alive, TV) jako Beth
- 1994: The Passion of John Ruskin (film krótkometrażowy) jako Effie Gray
- 1996: Love Child jako Deidre
- 1996: Szkoła czarownic (The Craft) jako Bonnie Harper
- 1996: Duch Canterville (The Canterville Ghost, TV) jako Virginia „Ginny” Otis
- 1996: Krzyk (Scream) jako Sidney Prescott
- 1997: Krzyk 2 (Scream 2) jako Sidney Prescott
- 1998: Podrywacz (Hairshirt) jako Renee Weber
- 1998: Dzikie żądze (Wild Things) jako Suzie Toller
- 1998: Król lew II: Czas Simby (The Lion King II: Simba's Pride) jako Kiara (głos)
- 1998: Klub 54 (54) jako Julie Black
- 1999: Troje do tanga (Three to Tango) jako Amy Post
- 2000: Trafiona-zatopiona (Drowning Mona) jako Ellen Rash
- 2000: Przerażenie (Panic) jako Sarah Cassidy
- 2000: Krzyk 3 (Scream 3) jako Sidney Prescott
- 2001: Investigating Sex jako Alice
- 2002, Ostatnie wołanie (Last Call, TV) jako Frances Kroll
- 2003: Blind Horizon jako Chloe Richards
- 2003: Skrzyżowanie (Lost Junction) jako Missy Lofton
- 2003: The Company jako Loretta 'Ry' Ryan
- 2004: When Will I Be Loved jako Vera Barrie
- 2004: Wojak Churchill (Churchill: The Hollywood Years) jako księżniczka Elżbieta
- 2005, Reefer Madness: The Movie Musical (TV) jako panna Poppy
- 2006: Obcy krewni (Relative Strangers) jako Ellen Minnola
- 2007: I Really Hate My Job jako Abi
- 2007: Odrzuceni (Partition) jako Margaret Stilwell
- 2007: Znak miłości (Closing the Ring) jako Marie
- 2011: Krzyk 4 (Scream 4) jako Sidney Prescott
- 2013: Przysięga milczenia (An Amish Murder) jako Kate Burkholder
- 2015: Walter jako Allie
- 2018: Skyscraper jako Sarah Sawyer
- 2018: Hot Air jako Valerie Gannon
- 2019: Castle in the Ground jako Rebecca Fine
- 2020: Chmury (Clouds) jako Laura Sobiech
- 2022: Krzyk (Scream 5) jako Sidney Prescott

### Seriale TV
- 1991: Moje drugie ja jako studentka
- 1992: Catwalk jako Daisy McKenzie
- 1994: Czy boisz się ciemności? jako Nonnie Walker
- 1994: Bari (Aventures dans le Grand Nord – odc. Baree) jako Nepeese
- 1994: Legendy Kung Fu jako Trish Collins
- 1994–2000: Ich pięcioro (Party of Five) jako Julia Salinger
- 1995: Mad TV jako Julia Salinger
- 1997: Saturday Night Live – gość
- 2009: Filantrop jako Olivia Maidstone
- 2009: Wilk morski (Sea Wolf) jako Maud Brewster
- 2009: Simpsonowie jako Cassandra (głos)
- 2012: Chirurdzy jako dr Lizzie Shepherd
- 2014: Mad Men jako Lee Cabot
- 2015: Welcome to Sweden jako Diane
- 2015: Manhattan jako Kitty Oppenheimer
- 2016–2017: House of Cards jako LeAnn Harvey
- 2022: Prawnik z lincolna (The Lincoln Lawyer) jako Maggie McPherson